# Flugplatz Lienz-Nikolsdorf

i7
i11
i13
Der Flugplatz Lienz-Nikolsdorf (ICAO-Code: LOKL) ist ein österreichischer Flugplatz nahe der Osttiroler Bezirkshauptstadt Lienz in der Gemeinde Nikolsdorf. Er ist der einzige Flugplatz (mit Ausnahme von zwei Heliports in Lienz und Matrei) in Osttirol.
Der Flugplatz liegt an der B 100.

## Flugrettung
Die Flugeinsatzstelle Lienz/Nikolsdorf wurde unter dem Namen Martin 6, von dem Bundesministerium für Inneres im Oktober 1986 gegründet. Die Hauptaufgaben dieses Stützpunktes waren Polizeiliche Aufgaben und die Flugrettung.
Am 1. Jänner 2001 übernahm der Christophorus Flugrettungsverein des ÖAMTC  durch einen Assistenzvertrag mit dem Bundesministerium für Inneres den Stützpunkt und damit den Notarzthubschrauberdienst in Osttirol und Oberkärnten.
Die polizeilichen Aufgaben von Martin 6 wurde von der Flugeinsatzstelle Klagenfurt übernommen.
Im Sommer 2003 wurde der Stützpunkt komplett neu gebaut.

## Vereine am Flugplatz
- Fliegerclub Lienzer Dolomiten
- Dolomiten Aero Club

## Vorfälle
Am 25. Juni 2023 stürzte das vereinseigene Schleppflugzeug Robin DR400 ab, der Pilot, einziger Insasse starb dabei. Gezogen worden war ein Segelflugzeug mit Flugschüler und -lehrer. Dieses Flugzeug bekam ein Problem mit der Haube, wodurch das Segelflugzeug die Schleppmaschine überstieg. Aufgrund des am Heck der Schleppmaschine befestigten Schleppseiles wurde das Schleppflugzeug jedoch nach unten gezogen.